# Conexiunea Mona Lisa
Mona Lisa Overdrive este un roman științifico-fantastic din 1988 scris de autorul William Gibson. Este al treilea roman și ultimul din trilogia Sprawl, trilogie care începe cu Neuromantul și cu Contele Zero. Acțiunea are loc la opt ani după evenimentele din Contele Zero și are loc tot în The Sprawl (numele pe care îl dă William Gibson unei axe metropolitane fictive Boston-Atlanta (BAMA), zonă care a evoluat din cea de astăzi).